# Мадонна с Младенцем и двумя ангелами
«Мадонна с Младенцем и двумя ангелами» — картина итальянского художника эпохи проторенессанса Паоло ди Джованни Феи из собрания Государственного Эрмитажа в Санкт-Петербурге.
На картине изображена сидящая на подушке Мадонна с Младенцем на коленях, у них за спинами стоят два ангела и держат красно-золотое покрывало с орнаментом из цветов и птиц. Младенец поднял правую руку в благословляющем жесте, в другой руке у Него свиток с полустёртой надписью Ego sum lux/ mundi/… / …it…/ et … (Я свет миру… и…). Нимбы Мадонны, Младенца и ангелов рельефны. На нимбе Мадонны надпись AVE MARIA GRATIA PLENA DO… (Радуйся, Мария благодатная Го[сподь с Тобою]. — Лк. 1: 28), на нимбе Младенца написано VERE FILIIO DISVM AVE (Истинно сын Божий, ра[дуйся]; истинно (ты) сын Божий. — Мф. 14: 33), нимбы ангелов украшены цветочным орнаментом.
Ранняя история картины не известна, она принадлежала живописцу и архитектору А.-К. А. Бейне и скорее всего была им приобретена в 1841—1849 годах в Италии во время заграничного путешествия. После его смерти картина ещё некоторое время находилась в семье и в 1865 году была подарена наследниками музею Академии художеств, в 1897 году она была передана в Русский музей, откуда в 1910 году поступила в Императорский Эрмитаж. Картина экспонируется в здании Большого (Старого) Эрмитажа в зале 207.

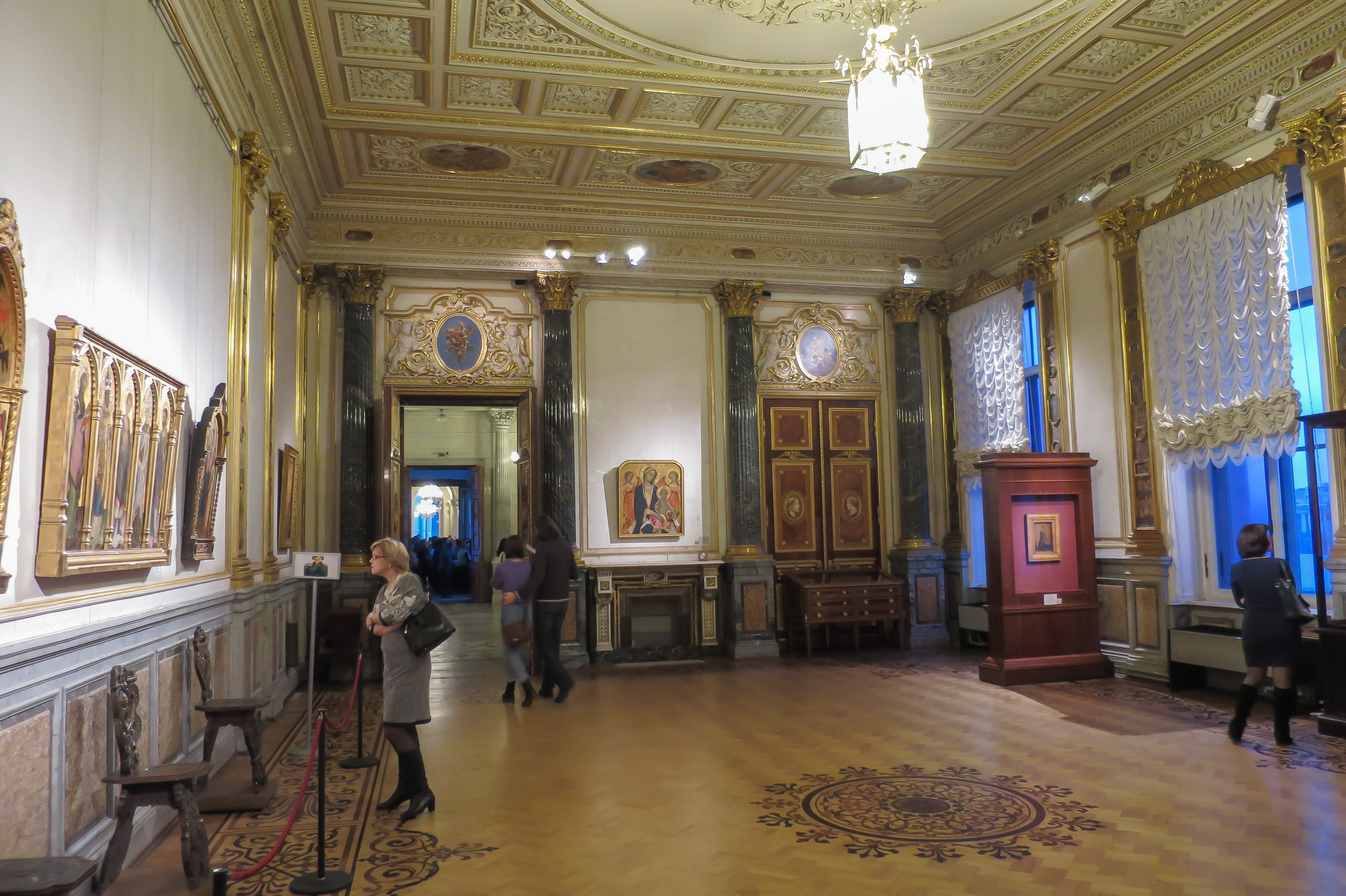
Картина в зале 207 Большого Эрмитажа (Зал итальянских примитивов)

Картина была написана на дереве, но 1860 году ради дальнейшей сохранности реставратором Табунцовым была переведена на холст, что было обычной практикой для того времени. Картина имела значительно бо́льшие размеры, верхняя часть имела полукруглое завершение. Однако впоследствии верхняя часть была срезана и получившиеся углы скруглены; в них заметны остатки первоначального орнамента верхнего полукружия, также картина была значительно обрезана с боков и снизу. Живопись также имеет значительные повреждения. При первой реставрации после поступления в Эрмитаж ангел с правой стороны был полностью переписан Э. К. Липгартом темперой и гуашью. Свиток в руке Младенца и текст на нём также были обновлены: свиток стал шире и надпись из шестистрочной была переделана в пятистрочную, она заключала в себе следующие строки: Ego s/um lux/ mundi/ Veritas/ et vita (Я свет миру… истина и жизнь. — Ин. 8: 12; 14: 6).
В начале 2000-х годов картина прошла капитальную реставрацию, проведённую художником-реставратором Т. Д. Чижовой, в том числе было восстановлено первоначальное шестистрочное начертание текста на свитке.
По мнению Т. К. Кустодиевой подобный тип изображения Мадонны восходит к типу Богоматери Одигитрии (Путеводительницы). Этот тип имеет византийское происхождение и в XIII веке получил распространение в итальянской живописи. Он характеризуется тем что Младенец всегда изображался благословляющим, держа в руках свиток со словами из Откровения Иоанна Богослова, также Младенец показывался укрытым мантией. За троном Богоматери обычно помещались архангелы Михаил и Гавриил — на картине, из-за того что фигуры архангелов срезаны и были повреждены, их имена по атрибутам не определить.
Имя автора долго определить не удавалось. М. И. Щербачёва указывала что после поступления в Эрмитаж картину предполагалось включить в печатный каталог под № 1999 с определением как работа неизвестного флорентийского художника XIV века, однако этот каталог окончен был № 1998. Щербачева определила что картина относится к Сиенской школе, в качестве автора назвала Наддо Чеккарелли, а временем написания сочла середину 1350-х годов. С этой атрибуцией картина была опубликована в каталогах Эрмитажа 1958 и 1976 годов. В начале 1980-х годов в качестве автора картины был назван Бартоло ди Фреди и далее картина публиковалась под его именем.
Наконец итальянский искусствовед, профессор Флорентийского университета А. Де Марки в письме в Эрмитаж от 4 октября 1990 года в качестве создателя картины назвал художника сиенской школы Паоло ди Джованни Феи, работавшего под сильным влиянием Бартоло ди Фреди. Сравнительный анализ других работ Феи с эрмитажной картиной подтвердил правильность его выводов. Тогда же было установлено и время написания картины — середина 1380-х годов. Эта точка зрения была принята в Эрмитаже за основную.
Российский искусствовед Т. К. Кустодиева в своём обзоре эрмитажного собрания итальянского искусства эпохи Возрождения писала о картине:

Младенец воспринимается как спаситель мира — поза его строго фронтальна, опущенные вниз уголки губ и взгляд, устремлённый прямо в пространство, придают выражению лица суровость… И всё-таки, несмотря на застылую неподвижность Христа, в котором есть что-то от идола, картина в целом оставляет впечатление светлое и нежное.